# Проезд Энтузиастов
Прое́зд Энтузиа́стов — проезд, расположенный в Восточном административном округе города Москвы на территории района Соколиная Гора.

## История
Проезд получил своё название 20 октября 1928 года по примыканию к шоссе Энтузиастов.

## Расположение
Проезд Энтузиастов проходит от шоссе Энтузиастов на север вдоль путей Рязанского направления Московской железной дороги с восточной стороны от них до платформы Сортировочная Рязанского направления Московской железной дороги. Нумерация домов начинается с северного конца проезда.

## Примечательные здания и сооружения
По нечётной стороне:
По чётной стороне:

## Транспорт

### Наземный транспорт
По проезду Энтузиастов не проходят маршруты наземного общественного городского транспорта. У южного конца проезда, на шоссе Энтузиастов, расположена остановка «Дом культуры Компрессор» автобусов 125, т30, т53, н4; трамваев 12, 37, 46, 50. Трамвайное кольцо у станции метро «Авиамоторная» будет восстановлено после строительства Большой кольцевой линии.

### Метро
- Станция метро «Авиамоторная» Большой кольцевой линии — у южного конца проезда.
- Станция метро «Авиамоторная» Калининской линии — юго-западнее южного конца проезда, на пересечении шоссе Энтузиастов и Авиамоторной улицы.

### Железнодорожный транспорт
- Платформа Авиамоторная МЦД-3 — у южного конца проезда, за шоссе Энтузиастов.
- Платформа Сортировочная МЦД-3 — у северного конца проезда.